# Parlement de la république démocratique du Congo
Ne doit pas être confondu avec Parlement de la république du Congo.
IIIe législature de l'Assemblée nationale
IIe législature du Sénat
Palais du Peuple
Le Parlement de la république démocratique du Congo est l'organe législatif qui assure la représentation du peuple de la  république démocratique du Congo. C'est un parlement bicaméral composé d'une chambre basse élue au suffrage universel direct : l'Assemblée nationale et d'une chambre haute élue au scrutin indirect, le Sénat.
Le parlement est responsable de faire et défaire les lois, ainsi que de contrôler l'action du gouvernement.

## Histoire
Un des compromis de la Table ronde belgo-congolaise tenue à Bruxelles en 1960 était que le parlement du futur État indépendant, le Congo belge, sera bicaméral. Sous la première République, la Chambre des représentants ou des députés représentait la Nation dans sa globalité et le Sénat représentait les intérêts des provinces.
La Constitution du 24 juin 1967, qui avait institué un État unitaire centralisé, a supprimé le Sénat et instauré un parlement monocaméral.
La Constitution de Transition du 4 avril 2003 réinstaura un parlement bicaméral.

## Système électoral

### Chambre basse
L'Assemblée nationale est composée de 500 sièges dont les membres sont élus pour cinq ans au suffrage universel direct selon un système mixte. 60 députés sont élus au scrutin uninominal majoritaire à un tour dans autant de circonscriptions, tandis que les 440 députés restants le sont au scrutin proportionnel avec listes ouvertes dans 109 circonscriptions plurinominales.
Les électeurs votant pour la liste d'un parti ont la possibilité d'utiliser un vote préférentiel pour un seul nom afin de monter la place d'un candidat dans la liste pour laquelle il se présente, la répartition des sièges obtenus par ces dernières se faisant par la suite selon la méthode dite du plus fort reste.
En 2011, 40 des 500 députés étaient des femmes, soit 8 %.

### Chambre haute
Les 108 membres du Sénat sont élus pour cinq ans au scrutin indirect de type proportionnel par les Assemblées provinciales. Chacune des 25 provinces élit 4 sénateurs, tandis que la ville-province de la capitale Kinshasa en élit 8.
Le scrutin est proportionnel plurinominal avec listes ouvertes et une seule voix préférentielle. La répartition se fait selon la règle du plus fort reste. Chaque Sénateur est élu avec deux suppléants,.
Les anciens présidents de la République sont de droit sénateurs à vie.